# Alfons Jēgers
Alfons Jēgers   (Riga, 9 de desembre de 1919 - Riga, 11 de juny de 1998) fou un futbolista i jugador d'hoquei sobre gel letó de la dècada de 1940.
Fou 1 cop internacional amb la selecció de Letònia. Pel que fa a clubs, defensà els colors de Dinamo Riga i Daugava Riga.